# Equus giganteus
O cavalo gigante (Equus giganteus) foi um dos parentes mais próximos dos cavalos atuais. Viveu há aproximadamente 25 mil anos no leste dos Estados Unidos durante o Pleistoceno. Seus hábitos não se diferiam muito dos cavalos de hoje, já que viviam em grupos de até cinquenta integrantes, com apenas um macho dominante. Apesar das semelhanças, o seu tamanho era bem distinto dos cavalos atuais: era maior, mais pesado, robusto e forte. Suas pernas longas e finas terminavam em cascos muito duros e fortes, capazes de quebrarem com facilidade os ossos de um predador, como os grandes felinos, os cães e os ursos que existiam em sua época. Como defesa, na luta territorial e pelas fêmeas, esses cavalos ainda usavam de sua rapidez e a força de sua mordida.
Sua pelagem era mais espessa do que a do cavalo atual, pois vivia nas planícies temperadas da América do Norte. Este cavalo foi uma das maiores espécies da família Equidae: mediam em média 3 metros de comprimento, 2 metros de altura e pesavam cerca de 1 tonelada. Sua longevidade atingia os trinta anos. Sua maturidade sexual era atingida entre os quatro e cinco anos. A reprodução ocorria durante a primavera, período de abundância alimentar. Por viverem em grupos, a procriação tornou-se mais fácil e eficiente, já que seus indivíduos conseguiam se desenvolver com relativa segurança. A gestação durava em média um ano e resultava em apenas um filhote.
Seu comportamento é descrito como errante, pois vivia na busca de pastos verdes e de proteção contra os predadores.